# Distretto di Maganja da Costa
Il distretto di Maganja da Costa è un distretto del Mozambico, facente parte della Provincia di Zambezia.